# Vườn quốc gia Badgingarra
 Vườn quốc gia Badgingarra là một vườn quốc gia thuộc tiểu bang Tây Úc, Úc. Năm cách thành phố Perth 190 km về phía bắc theo xa lộ Brand tiếp giáp với thị trấn Badgingarra, Tây Úc. Khu vườn có diện tích là 13.108 hécta (32.390 mẫu Anh). Hệ Động-thực vật ở đây rất phong phú và đa dạng, chính nó đã khiến cho khu vườn trở nên nổi tiếng.